# Deaflympische Winterspelen 2007
De XVIe Deaflympische Winterspelen werden in 2007 gehouden in Salt Lake City, de hoofdstad van Utah, een van de staten van de Verenigde Staten. De Spelen duurden van 3 tot en met 10 februari. Er deden zo'n 298 atleten uit 23 landen mee.

## Sporten
Er stonden 5 sporten op het programma. Curling was in 2007 nog een demonstratiesport.

## Medaillespiegel
In onderstaande tabel de top 10. Het gastland heeft een blauwe achtergrond. De gegevens zijn in overeenstemming met de ranglijst zoals die door de organisatie is opgesteld.
| Plaats | Land             | NPC | Goud | Zilver | Brons | Totaal |
| 1      | Rusland          | RUS | 9    | 5      | 4     | 18     |
| 2      | Tsjechië         | CZE | 4    | 3      | 2     | 9      |
| 3      | Verenigde Staten | USA | 3    | 5      | 5     | 13     |
| 4      | Canada           | CAN | 3    | 1      | 0     | 4      |
| 5      | Japan            | JPN | 3    | 0      | 1     | 4      |
| 6      | Duitsland        | DUI | 2    | 1      | 0     | 3      |
| 7      | Zwitserland      | SUI | 1    | 4      | 2     | 7      |
| 8      | Oostenrijk       | AUT | 1    | 1      | 2     | 4      |
| 9      | Finland          | FIN | 1    | 1      | 1     | 3      |
| 10     | Oekraïne         | UKR | 0    | 4      | 3     | 7      |

## Deelnemende landen
Er was tijdens de Deaflympische Winterspelen van 2007 geen delegatie uit België aanwezig. 

### Nederlandse prestaties[1]
Nederland werd tijdens de Deaflympische Winterspelen vertegenwoordigd door alpineskiester Pieternel van Dis, zij kwam uit op vijf onderdelen waarvan ze bij vier onderdelen een toptienklassering behaalde. 
| #    | naam              | sport       | onderdelen                  |
| ---- | ----------------- | ----------- | --------------------------- |
| 5de  | Pieternel van Dis | Alpineskiën | alpine combinatie (vrouwen) |
| 8ste | Pieternel van Dis | Alpineskiën | afdaling (vrouwen)          |
| 5de  | Pieternel van Dis | Alpineskiën | reuzenslalom (vrouwen)      |
| 4de  | Pieternel van Dis | Alpineskiën | slalom (vrouwen)            |